# Seitenkanal Gleesen-Papenburg

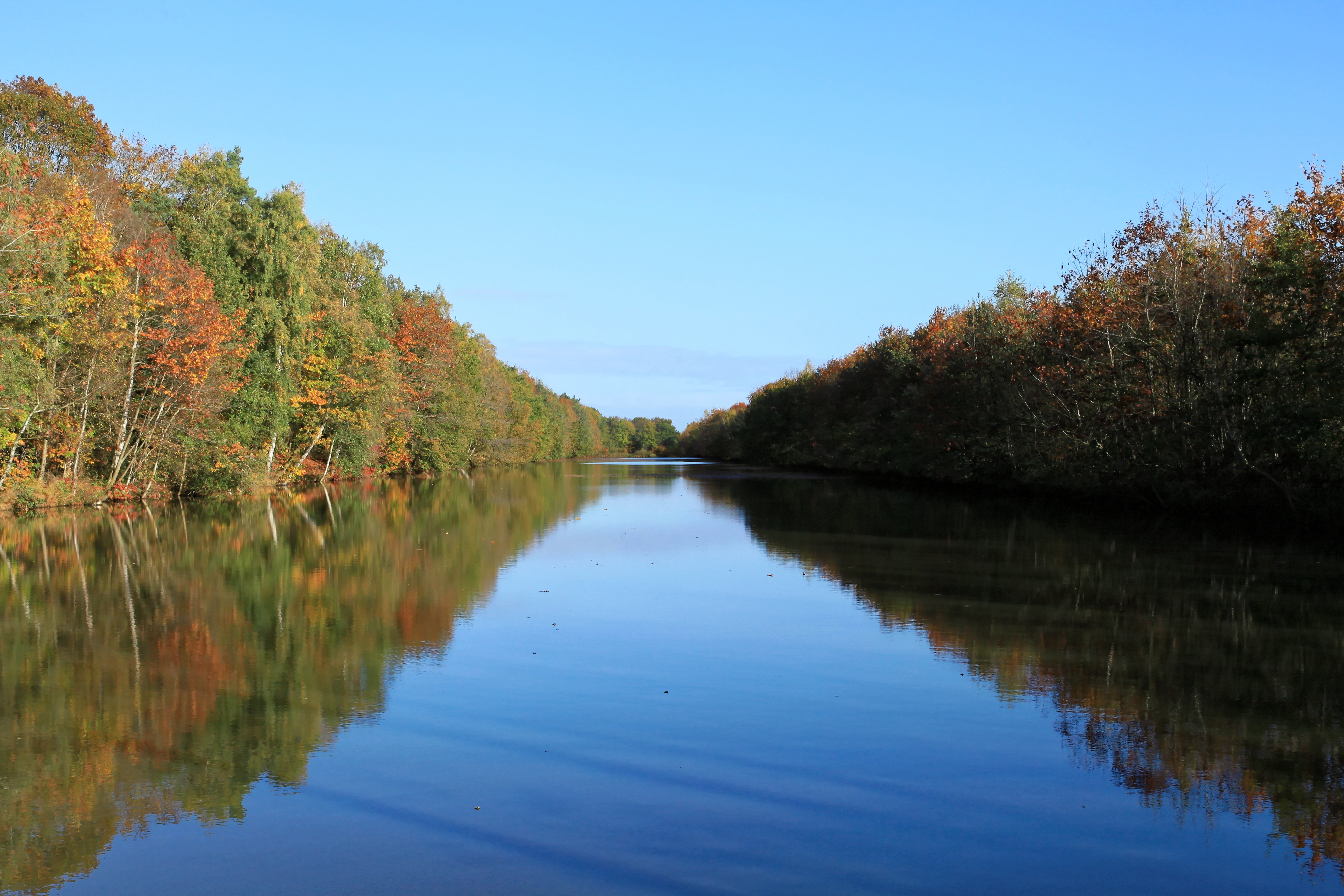
Der unvollendete Kanal in Lathen.

Der Seitenkanal Gleesen-Papenburg (SGP) im Bundesland Niedersachsen wurde als Neue Fahrt des Dortmund-Ems-Kanals von km 138,3 bis km 225,82 geplant. Dadurch sollte die Zahl der Schleusen verringert werden. Das Bauprojekt wurde mit Beginn des Zweiten Weltkriegs aufgegeben. Jedoch ist im Gespräch, falls es die wirtschaftliche Lage erfordert, den Kanal zu vollenden.

## Planung

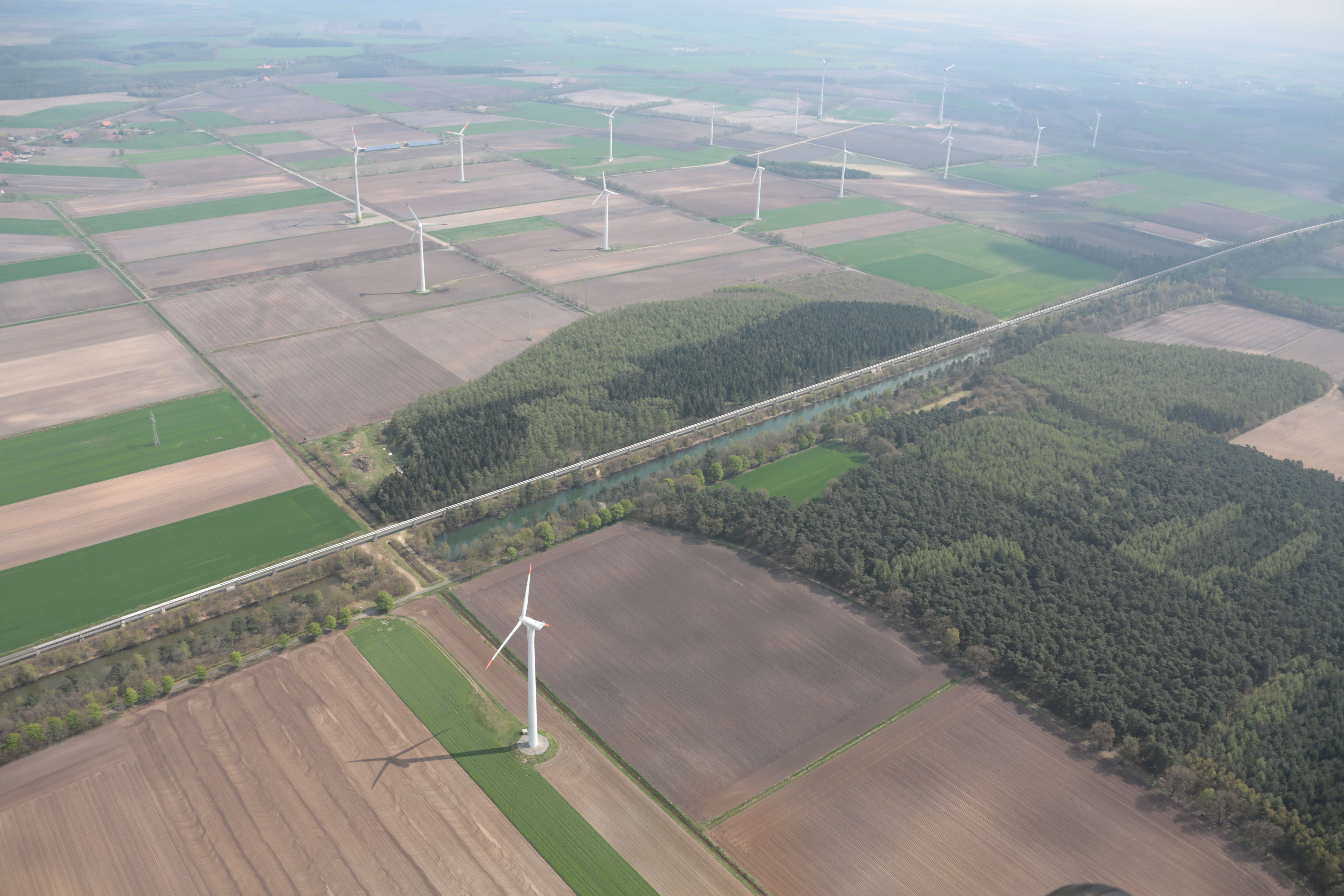
Luftaufnahme von 2013: Schräg durchs Bild verläuft die Transrapidstrecke in der Gemeinde Renkenberge, direkt daneben Abschnitte des Kanals.

Der Plan sah einen Abzweig bei km 138,3 oberhalb der Schleuse Gleesen vor, um eine neue Fahrt parallel zum Dortmund-Ems-Kanal zu führen. Östlich des heutigen Kernkraftwerks Emsland und der Stadt Lingen führt eine schon zum Teil begonnene Trasse des im Volksmund gelegentlich als „Hitler-Kanal“ oder „Ems-Seitenkanal“ bezeichneten Kanals. Der Kanal würde den weiteren Verlauf zwischen Laxten und dem Wohngebiet Gauerbach einschlagen, durch Brögbern laufen und ab Osterbrock parallel zum DEK. Meppen würde östlich umlaufen. Im Meppener Stadtrandgebiet sind noch heute die damaligen Brückenauffahrten aufgeschüttet. Deutlich zu erkennen sind sie am Helter Damm (Baugebiet Feldkamp) sowie zu Beginn des Schlagbrücker Weges. Westlich der Wehrtechnischen Dienststelle für Waffen und Munition 91 der Bundeswehr (WTD 91) ist ein weiteres Stück der Trasse teilfertiggestellt. In Höhe der Ortschaft Hemsen ist dieses teilweise mit Wasser gefüllt. Zwischen Emmeln und Tinnen läuft er auf die Transrapid-Teststrecke zu, wo ein weiteres Stück teilvollendet ist. Neben der Laufbahn des Transrapid laufend, führt das teilvollendete Stück Richtung Papenburg. Bei Dörpen kreuzt der Küstenkanal das teilfertige Bett, von dem 890 m vom Küstenkanal nach Süden als „Stichkanal Dörpen“ derzeit zum Küstenkanal zählen. Die Trasse schlängelt sich zwischen Aschendorf und Papenburg auf die Ems zu, etwa da, wo heute der Hafen der Meyer-Werft liegt (km 225,82 DEK). Die Planung wurde 1936 begonnen und der Bau 1938. 1942 kam der Bau zum Erliegen, da er als nicht kriegswichtig eingestuft wurde. Nach Beendigung des Krieges wurde der Bau nicht weitergeführt.
Teilweise stehen heute neuere Bauwerke auf der Trasse des Kanals, die bei einer Fortsetzung der Bauarbeiten abgerissen würden, was die Bauherren zuvor unterzeichnen mussten.

## Heutiger Zustand

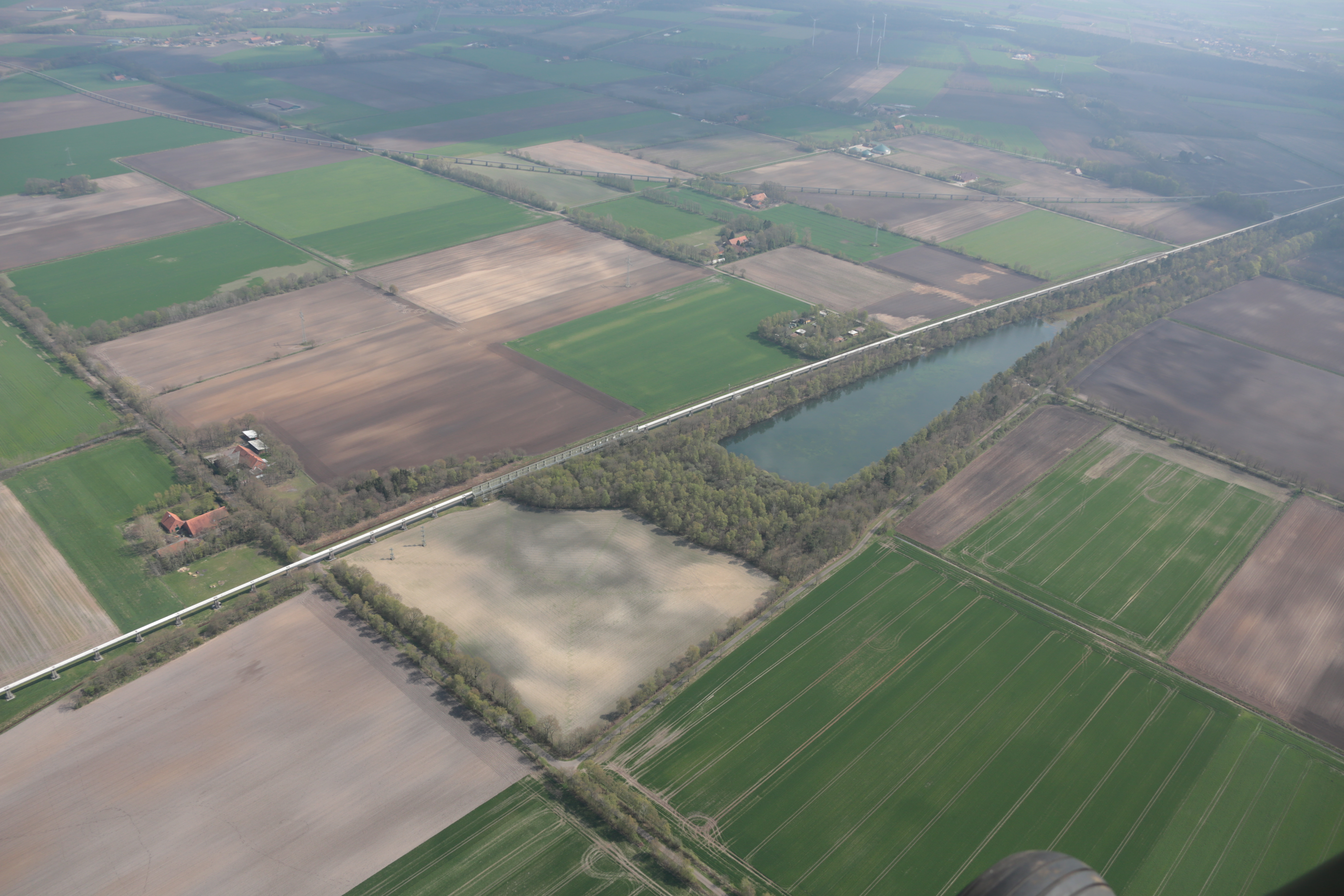
Luftaufnahme von 2013: Verbreiterter Kanalabschnitt neben der Transrapidstrecke in der Gemeinde Kluse.

Die Trasse des Seitenkanals Gleesen-Papenburg gehört zu ca. 80 % der Wasserstraßen- und Schifffahrtsverwaltung des Bundes (Wasserstraßen- und Schifffahrtsamt Ems-Nordsee). Damit wäre ein Weiterbau jederzeit möglich. Seit dem 100-jährigen Jubiläum des Dortmund-Ems-Kanals im Jahr 1999 werden die Stimmen immer lauter, den Kanal in den nächsten Bundesverkehrswegeplan aufzunehmen. Die Kosten würden relativiert, da der Streckenabschnitt des Dortmund-Ems-Kanals ausgebessert werden muss und der Nutzen durch den Bau für die Region sehr hoch wäre. Durch dieses Vorhaben würden sechs Schleusen wegfallen und sechs Stunden Fahrzeit auf dem Streckenabschnitt eingespart werden.
Seit Ende 2008 hat die Diskussion um einen möglichen Ausbau wieder an Brisanz gewonnen. In einer Machbarkeitsstudie des Landes Niedersachsen sollte der Bau eines „Emskanals“ von Papenburg bis hinter Leer geprüft werden. Dieser Kanal sollte dazu dienen, die auf der Meyer-Werft gebauten Kreuzfahrtschiffe zur Nordsee zu überführen. Im Zuge eines Kanalneubaus sollte dann auch der Seitenkanal Gleesen-Papenburg von Papenburg bis Dörpen ausgebaut werden. Dies wurde allerdings hinfällig durch den Masterplan Ems 2050.
Der Kanal ist heute insbesondere bei Anglern sehr beliebt, da die Teilstücke unter anderem in Höhe der Transrapid-Versuchsanlage Emsland alle 1000 m unterbrochen sind und dadurch künstlich fischreiche Weiher entstanden sind.

## Aktuelle Nutzung
Die teilvollendeten Abschnitte des Seitenkanals werden heute überwiegend fischereilich genutzt. Die im Norden des Landkreises Emsland ansässigen Angelvereine (Fischereiverein Lathen, Angelsportverein Dörpen, Sportfischerverein Papenburg) haben die sich heute als Teiche darstellenden Gewässer gepachtet.
Das befischbare Artenspektrum umfasst hier überwiegend Hechte, Karpfen, Schleien, Brassen und Rotaugen/Rotfedern, Barsche sowie Aale und Welse.